# Clarksville (Virgínia)
Clarksville és una població dels Estats Units a l'estat de Virgínia. Segons el cens del 2000 tenia 1.329 habitants.

## Demografia
Segons el cens del 2000, Clarksville tenia 1.329 habitants, 641 habitatges, i 380 famílies. La densitat de població era de 259,2 habitants per km².
Dels 641 habitatges en un 21,8% hi vivien nens de menys de 18 anys, en un 45,1% hi vivien parelles casades, en un 11,2% dones solteres, i en un 40,7% no eren unitats familiars. En el 37,6% dels habitatges hi vivien persones soles el 20,4% de les quals corresponia a persones de 65 anys o més que vivien soles. El nombre mitjà de persones vivint en cada habitatge era de 2,07 i el nombre mitjà de persones que vivien en cada família era de 2,71.
Per edats la població es repartia de la següent manera: un 20,2% tenia menys de 18 anys, un 5,6% entre 18 i 24, un 23,9% entre 25 i 44, un 25,1% de 45 a 60 i un 25,3% 65 anys o més.
L'edat mediana era de 45 anys. Per cada 100 dones de 18 o més anys hi havia 75,2 homes.
La renda mediana per habitatge era de 33.063 $ i la renda mediana per família de 39.625 $. Els homes tenien una renda mediana de 30.556 $ mentre que les dones 17.375 $. La renda per capita de la població era de 20.546 $. Entorn del 6,4% de les famílies i el 9,8% de la població estaven per davall del llindar de pobresa.

## Poblacions més properes
El següent diagrama mostra les poblacions més properes.